# Kikkia
Kikkia (o Kikkiya), rey de Assur en época incierta pero próxima al 2000 a. C.
Es mencionado en dos inscripciones: la primera del rey Assur-rim-nisheshu (1409-1401 a. C.) y la segunda de Salmanasar III (858-824 aC), que dice que Kikkia fue el primer constructor conocido de las murallas que él ahora arregla, y en un texto separado especifica que se trata de la muralla de la ciudad de Assur, circunstancia que es confirmada también porque la inscripción estaba en una parte de esta muralla. La historia asiria y babilónica muestran que cuando se conquistaba una ciudad se destruía la muralla (incluso cuando la rendición era voluntaria) pero cuando se hacía independiente se reconstruía. Por lo tanto hay que pensar que Kikkia fue el primer gobernante independiente después de la dominación de la dinastía III de Ur.
Kikkia habría sido contemporáneo a la dinastía paralela de Ekallatum. 
| Predecesor: Sulili | Rey de Asiria h. 2000 a.c. | Sucesor: Akiya |